# 梁宸
梁宸（15世紀—16世紀），字應辰，號賓月，廣東廣州府從化縣馬村影田人，明朝政治人物。

## 生平
梁宸年少好學有孝行，相貌英偉，入縣學後本因雙親年老棄去，後在弘治十七年（1504年）參與鄉試，他向占卜者寫下空字，得到必中舉的預言，不久一如所料成舉人，正德六年（1511年）年會試中副榜，授定遠教諭，教育嚴謹，人們尊崇，陞任衡山知縣，善政能惠民，辭官時人民都哭著送別百里，並立誌思念，去世後由友人御史黎貫寫下墓誌銘，入祀義學。

## 引用
1. 1 2  民國《從化縣新志·人物志上》：梁宸，字應辰，號賓月，馬村影田人，少好學有孝行，修髯巨顙、長視闊步，識者奇之，進番庠親老棄去，宏治甲子抵省值鄉試，宸書空字，卜者拆之，曰：「子首尾成官，進場必中。」宸遂儒士中高魁，正德辛未會試副榜，授定遠教諭，師嚴道尊，世宗仰之；陞衡山令，善政德民，及解印歸，士民誌去思，泣送百里，及卒友人御史黎貫表其墓，公舉崇祀義學。
2. ↑  光緒《廣州府志·卷一百二十五·列傳十四》：梁宸，字應辰，號賓月，馬村影田人，進番庠親老棄去，宏治十七年甲子抵省，遂儒士中高魁，正德辛未會試副榜，授定遠教諭，師嚴道尊，世宗仰之；陞衡山令，善政德民，及解印歸士民誌去思，泣送百里，及卒友人御史黎貫表其墓。 據從化志修